# Лови, Жюль
Жюль Лови (нидерл. Jules Lowie; 6 октября 1913, коммуна Крёйсхаутем, провинция Восточная Фландрия, Бельгия — 2 августа 1960, Дейнзе, провинция Восточная Фландрия, Бельгия) — бельгийский профессиональный шоссейный велогонщик в 1935—1947 годах. Победитель велогонки Париж — Ницца (1938).
В 1944—1961 годах имя велогонщика носила ежегодная однодневная велогонка, проходящая по дорогам Восточной Фландрии в Бельгии — «Grand Prix Jules Lowie», переименованная затем в Нокере Курсе.

## Достижения
1934
3-й Чемпионат Фландрии
1935
5-й Тур де Франс — Генеральная классификация
7-й Тур Фландрии
9-й Тур Бельгии — Генеральная классификация
1937
3-й Париж — Брюссель
1938
1-й Париж — Ницца — Генеральная классификация
1-й — Очковая классификация
7-й Тур де Франс — Генеральная классификация
1941
7-й Тур Фландрии
1942
5-й Тур Фландрии
1943
1-й — Этап 2 Тур Бельгии
2-й Париж — Рубе
8-й Флеш Валонь
1944
4-й Флеш Валонь
1945
7-й Гент — Вевельгем
10-й Флеш Валонь
1946
3-й Тур Бельгии — Генеральная классификация
5-й Париж — Брюссель
10-й Париж — Ницца

## Статистика выступлений

### Гранд-туры
| Гранд-тур                 | 1935 | 1936 | 1937 | 1938 | 1939 |
| ------------------------- | ---- | ---- | ---- | ---- | ---- |
| Джиро д’Италия            | —    | —    | —    | —    | —    |
| Тур де Франс              | 5    | —    | НФ   | 7    | НФ   |
| (c 2010 ) Вуэльта Испании | —    | —    | НП   | НП   | НП   |

| —  | Не участвовал               |
| НП | Соревнование не проводилось |
| НФ | Не финишировал              |